# Jossa (Hosenfeld)
Jossa is een plaats in de Duitse gemeente Hosenfeld, deelstaat Hessen, en telt 482 inwoners (2005).